# Scipione Caffarelli-Borghese
Scipione kardinál Caffarelli-Borghese [šipione borgeze] (1. září 1577, Artena, Lazio – 2. října 1633, Řím) byl italský římskokatolický duchovní, arcibiskup boloňský (v letech 1610 až 1612), kardinál státní sekretář (díky svému příbuzenství s papežem) a mecenáš umění.

## Život
Scipione byl synem Francisca Caffarelli a Ortensie Borghese, sestry Camilla Borghese. Díky svému strýci, papeži Pavlu V., se Scipione stal roku 1605 kardinálem (titulus San Crisogono 1629). Jako kardinál státní sekretář a faktický vůdce vatikánské vlády byl typickým příkladem nepotismu. Je pochován v kapli Borgo v kostele Santa Maria Maggiore.

## Mecenášství

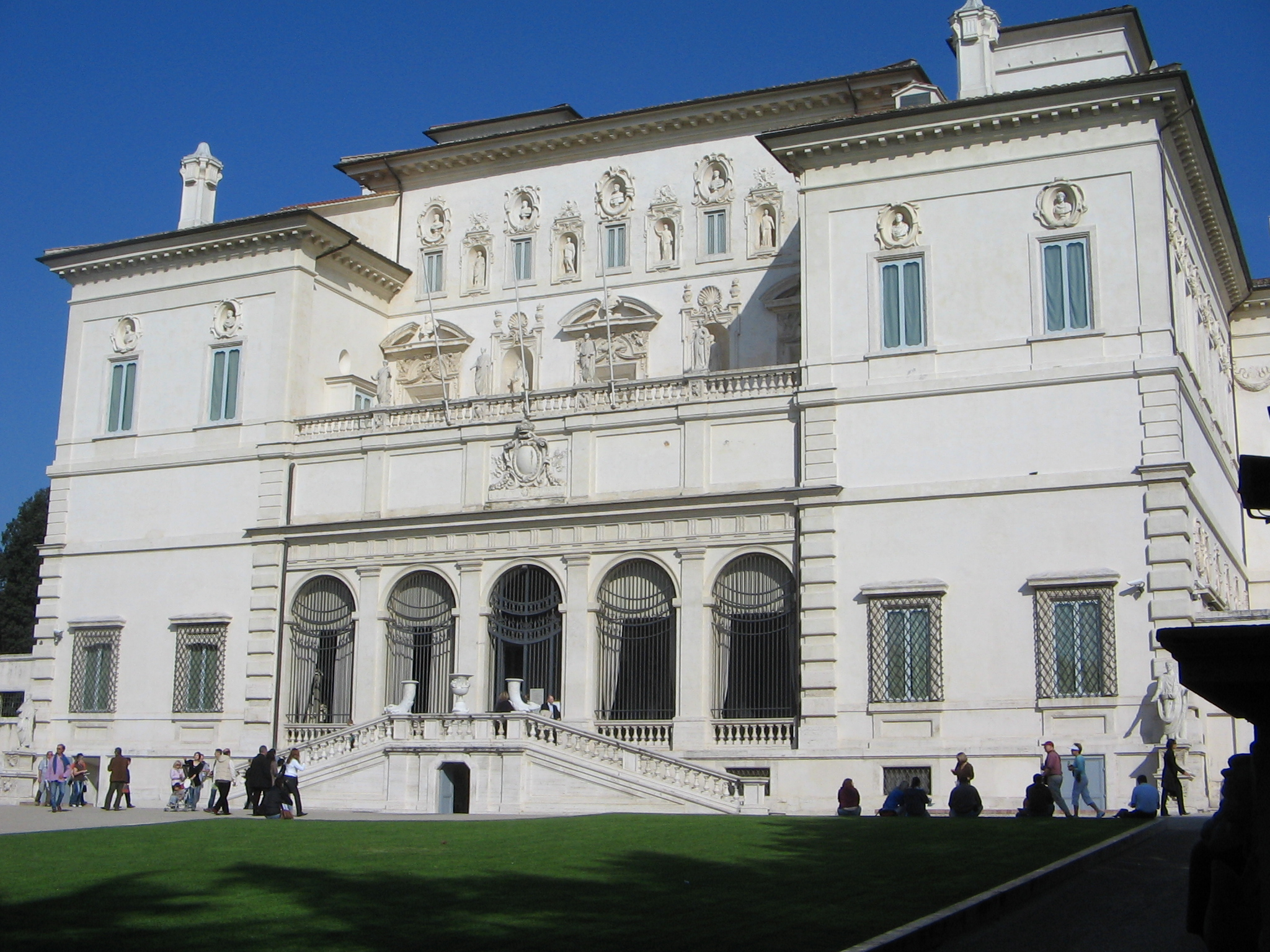
Galleria Borghese

Scipione Borghese dal postavit Villu Borghese (dnes třetí největší park v Římě) a založil uměleckou sbírku Galerii Borghese, jednu z nejproslulejších soukromých uměleckých sbírek na světě. Scipione investoval do uměleckých předmětů velkou sumu peněz. Na jeho zakázku vytvořil Gian Lorenzo Bernini několik soch k výzdobě Villy.

## Dílo
- Carmina de cardinalibus a Paulo V creatis ac episcoporum ab eo institutorum præstantia